# Підгузок для плавання

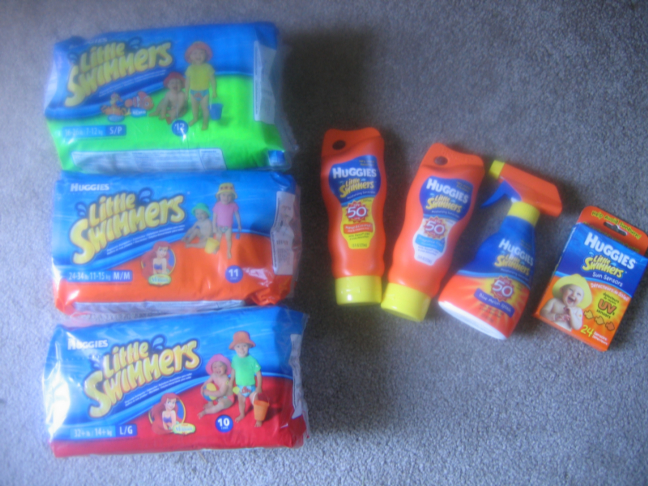
Пачки підгузків для плавання (ліворуч)

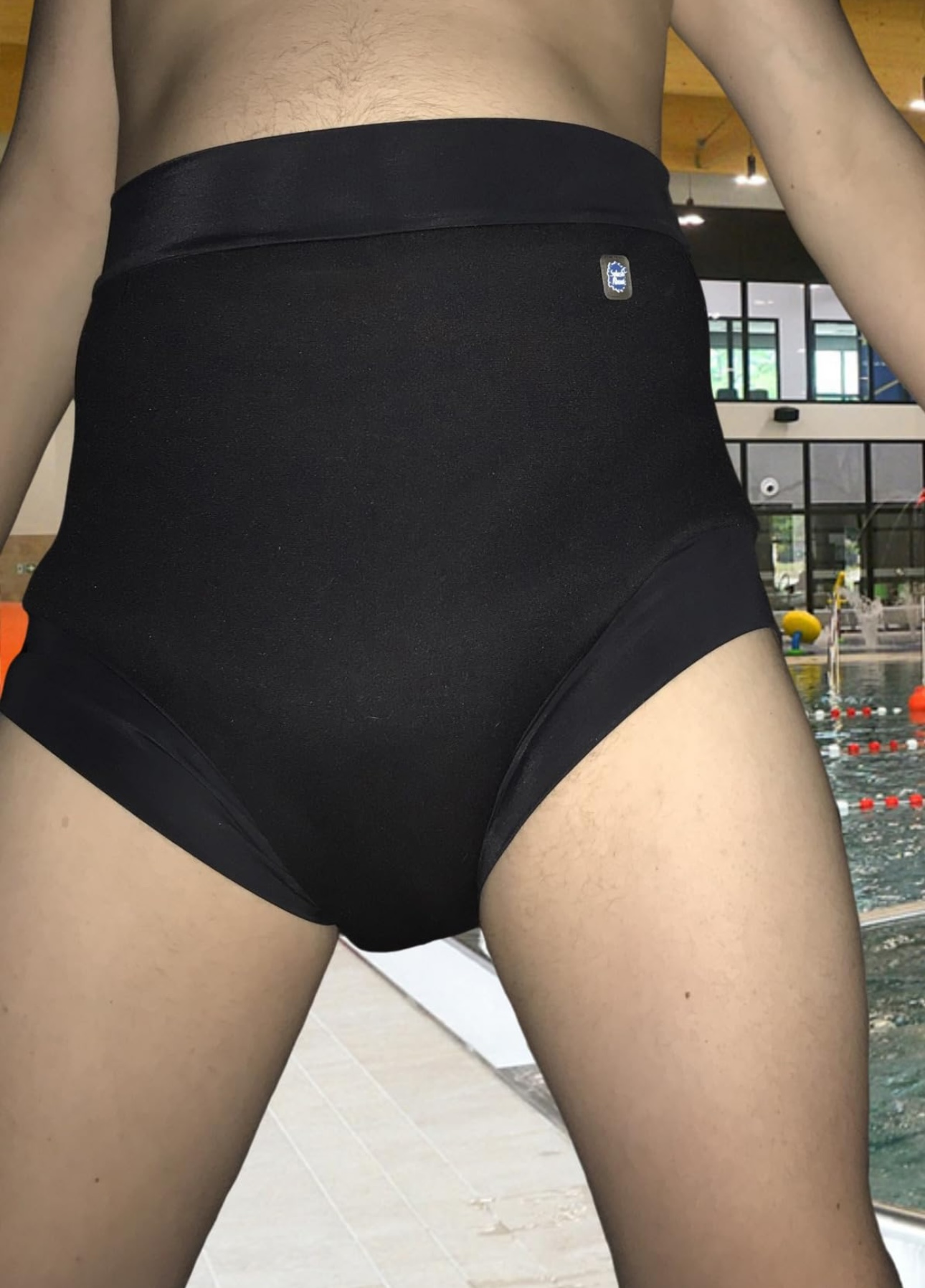
Підгузки для плавання для дорослих від нетримання калу

Підгузок для плавання (англ. swim diaper; swim nappy) — підгузок, призначений для людей з нетриманням калу (зазвичай немовлят або дітей ясельного віку), який носять під купальником або як купальник. Підгузки для плавання можуть бути багаторазовими та одноразовими. Вони не призначені для вбирання води, а лише для утримання твердих відходів (фекалій); відсутність вбиральної здатності запобігає набуханню підгузка для плавання від самої води.

## Типи
Часто багаторазові підгузки для плавання мають підкладку з волокна, яке сприяє прилипанню твердих відходів без поглинаючого шару. Функціональність забезпечена щільним приляганням в ногах і талії. Такі бренди, як Splash About та The Honest Co. використовують щільно в'язаний поліестер або неопрен як матеріал.
Багаторазові підгузки для плавання потрібно прати, щоб використовувати повторно. Натомість одноразові підгузки для плавання лише частково біорозкладні, і повторні покупки можуть коштувати дорожче, ніж повторне використання. 
Брендом одноразових підгузків для плавання є Little Swimmers, що продається під брендом Kimberly-Clark Huggies. Procter & Gamble виробляє конкуруючий бренд Pampers Splashers. Обидва продають у трьох розмірах: маленький (7–12 кг), середній (11–15 кг) та великі (понад 14 кг).

## Підгузки для плавання у громадських басейнах
У деяких громадських басейнах маленькі діти та люди з нетриманням сечі повинні використовувати підгузки для плавання з міркувань гігієни. З цієї ж причини в інших басейнах взагалі не дозволяють використовувати підгузки для плавання. Хворі люди з нетриманням сечі, включаючи немовлят та дітей, які не носять підгузки для плавання, можуть передавати кишкову паличку через свої фекалії.
При неправильному використанні або при використанні неякісних продуктів підгузки для плавання можуть не захистити воду в басейні від інфекційних захворювань, таких як норовірус.